# Song Young-chang
Song Young-chang (kor. 송영창; ur. 2 kwietnia 1958) – południowokoreański aktor.

## Życiorys
Song Yougn-chang urodził się 2 kwietnia 1958 roku w miejscowości Jinhae, w prowincji Gyeongsang Południowy.

## Kariera
Song Young-chang rozpoczął swoją karierę aktorką w 1990 roku, gdy wystąpił w filmie pt. Naui sarang naui shinbu. W 1998 roku wystąpił w filmie Jung sa jako Jun-Il. Występował regularnie w filmach i serialach do 2000 roku, do momentu, gdy został skazany za gwałt. Po powrocie do Korei Południowej znów zaczął występować w koreańskich produkcjach. Wystąpił między innymi w filmach Dobry, zły i zakręcony jako Kim Pan-joo, Pragnienie jako Seung-dae i Ajeossi jako Oh Myeong-gyoo.
W 2024 roku Song Young-chang wystąpił w drugim oraz trzecim sezonie serialu Squid Game, w którym zagrał Im Jeong-dae (gracz nr 100).

## Życie prywatne
W 1988 roku wziął ślub z aktorką głosową Yu Nam Hui. Young-chang jest ojcem aktorki Song Sang-eun.

## Kontrowersje
We wrześniu 2000 roku Song Young-chang został skazany na 10 miesięcy pozbawienia wolności w zawieszeniu na dwa lata za prostytucję na nieletnich. Według doniesień zapłacił 150 dolarów za odbycie dwukrotnego stosunku płciowego z 16-letnią dziewczyną w samochodzie. Song spędził w więzieniu miesiąc, po czym został zwolniony na okres próbny. Aktor po wyjściu na wolność szybko przeprowadził się z rodziną do Kanady, gdzie uczył się angielskiego.
Song Young-chang był pierwszą osobą w koreańskiej branży rozrywkowej, która została skazana za prostytucję na nieletnich. Stacje telewizyjne jak KBS World, MBC TV i EBS 1TV przerwały z nim współpracę.